# Habani

Canceu de proveniență habană, sec. al XVII-lea, Muzeul Național Secuiesc, Sfântu Gheorghe

Habanii (în germană Habaner, în slovacă habáni, în maghiară habánerek sau habánusok) au fost un grup anabaptist de limbă germană refugiat în secolul al XVI-lea din motive religioase din Germania, Austria și Elveția în vestul Slovaciei.
Habanii au fost apreciați pentru cunoștințele lor farmaceutice și viticole, dar mai ales pentru produsele lor ceramice din faianță.
Membrii grupului stabilit în Transilvania au fost cunoscuți drept hutteri (de la Jakob Hutter, fondatorul mișcării).

## Muzee
În Veľké Leváre a fost amenajat un muzeu al habanilor (Habánske múzeum⁠(sk)[traduceți]) alcătuit din 22 din cele 30 de imobile ale fostei așezări habane din perimetrul localității, inclusiv capela habană de închinăciune (Habánska kaplnka⁠(sk)[traduceți]).

## Expoziții
- 2005:  Meșteșugari habani în Transilvania. Influențele artei habane în arta populară săsească, Muzeul de Etnografie și Artă Populară Săsească „Emil Sigerus” din Sibiu.